# ルク・ドンカーヴォルケ
ルク・ドンカーヴォルケ（Luc Donckerwolke、1965年6月19日 - ）はベルギー出身のカーデザイナーである。趣味はモーターレーシング、旧車、外国文化、語学学習であり、オランダ語、イタリア語、フランス語、スペイン語、英語、ドイツ語、スワヒリ語を話す。

## 来歴
ドンカーヴォルケはペルーのリマに生まれた。南アメリカやアフリカの国々で学生時代を過ごした後、ブリュッセルにてインダストリアル・エンジニアリングを、そしてスイスのヴェヴェイにて移動体デザインを学んだ。
1990年にフランスのプジョーでデザイナーとしてのキャリアをスタートさせた。1992年にはインゴルシュタットのアウディデザインへ移った。1994年から1996年にかけてはチェコ、ムラダー・ボレスラフのシュコダデザインセンターで働き、オクタビアMk1やファビアMk1に貢献した。1996年のアウディデザイン復帰後はミュンヘンとインゴルシュタットでそれぞれ1年間コンセプト開発を任されることになった。この時期はアウディ・A4アバントやアウディ・R8ル・マンレーサーに取り組んだ。アウディ・A2コンセプトおよび市販車のデザインも任されたが、当時としては革新的で時代の先を行き過ぎたものとして認識されていた。
1998年からはランボルギーニのデザイン部長を務め、ランボルギーニ・ディアブロVT6.0、ランボルギーニ・ムルシエラゴ、ランボルギーニ・ガヤルドの責任者となった。この仕事が認められて2003年にはレッド・ドット・デザイン賞を受賞した。彼はまた、2006年に発表されたランボルギーニ・ミウラコンセプトの制作でワルテル・デ・シルヴァと協業した。
2005年9月、アウディブランドグループ全般のデザイン統括者に昇格したワルテル・デ・シルヴァの後任としてセアトのデザインディレクターに任命され、将来のセアト車のデザインを監修する立場となった。セアトにおける最初の成果は2007年のフランクフルトモーターショーで発表されたセアト・トリブ (SEAT Tribu) コンセプトである。
2011年8月1日、フォルクスワーゲングループのアドバンスドデザイン部長となり、同グループのデザイン部長であるワルテル・デ・シルヴァの直属の部下となった。セアトのデザインディレクター職は、ルノーサムスン自動車のデザインディレクターを務めていたアレハンドロ・メソネロ＝ロマノスが後任として引き継いだ。
2012年9月13日、ディルク・ファン・ブラッケルの後任としてベントレーのデザインディレクターに任命された。ベントレー時代にドンカーヴォルケはリンカーン・コンチネンタルコンセプトをフライング・スパーの模倣と酷評している。
2015年6月、ベントレー・モーターズはドンカーヴォルケの退任、および後任としてシュテファン・ジーラフがデザインディレクターに就任する旨を発表した。
2015年11月、現代自動車が高級車ブランド「ジェネシス」の創設、および2016年4月付でドンカーヴォルケが入社する旨を発表した。ドンカーヴォルケは韓国に渡ってジェネシスを指揮する立場となり、またヒュンダイのデザインセンターのトップとしてペーター・シュライヤーの下で働くこととなった。ヒュンダイのデザイン長となったドンカーヴォルケはそれまでのヒュンダイのデザイン言語が退屈として、デザイン哲学の刷新を表明している。
2018年11月1日、ヒョンデおよびジェネシスのデザイン担当副社長だったドンカーヴォルケは、シュライヤーの後任として現代自動車グループのチーフデザイナーに昇格し、キアも含めた3ブランドを統括する立場となった。
2020年4月29日、個人的な理由で現代自動車グループを退社。後任は空席となり、ヒョンデおよびジェネシスはイ・サンヨプによって、キアはカリム・ハビブによって引き続き指揮される。
2020年11月、彼はヒョンデグループとジェネシスブランドのチーフクリエイティブオフィサー（CCO）として同社に再入社した。2022年11月には現代自動車グループの社長に任命され、CCOに就任した。

## 車種
- シュコダ・オクタビア Mk1（1996年）
- シュコダ・ファビア Mk1（1999年）

- アウディ・A4アバント（2000年）
- アウディ・R8ル・マンレーサー（2000年）
- アウディ・A2（2000年）

- ランボルギーニ・ディアブロ 6.0（2000年）
- ランボルギーニ・ムルシエラゴ（2002年）
- ランボルギーニ・ガヤルド（2004年）
- セアト・トリブ（英語版）コンセプト（2007年）
- セアト・イビサ Mk4（2008年）
- セアト・IBEコンセプト（2010年）

- ベントレー・フライング・スパー（2013年）
- ベントレー・EXP10スピード6（英語版）（2015年）

- ヒュンダイ・コナ（2017年）
- ヒュンダイ・パリセード（2018年）
- ジェネシス・G90（2019年）
- ジェネシス・GV80（2020年）
- ジェネシス・G80（2020年）

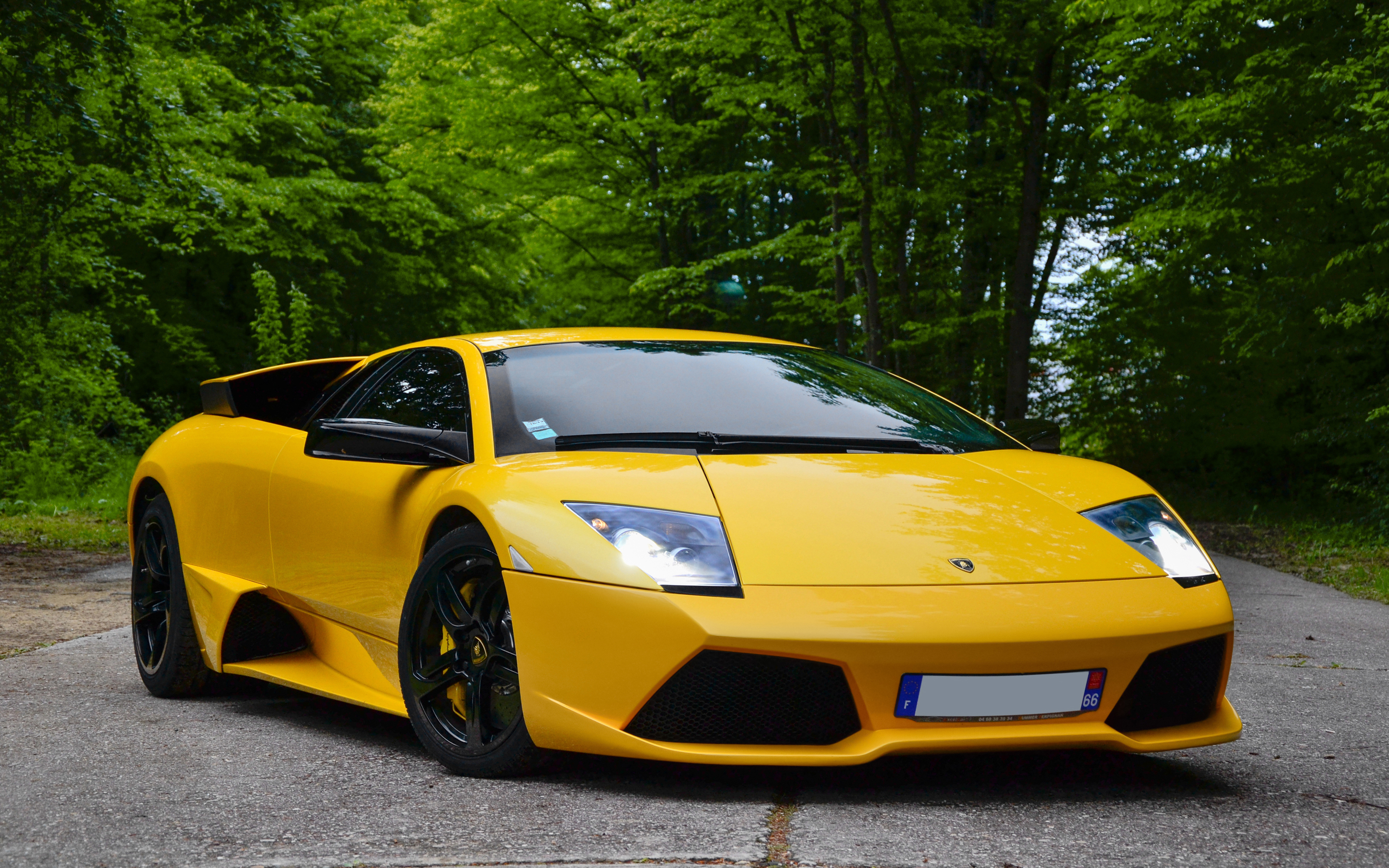
ランボルギーニ・ムルシエラゴ
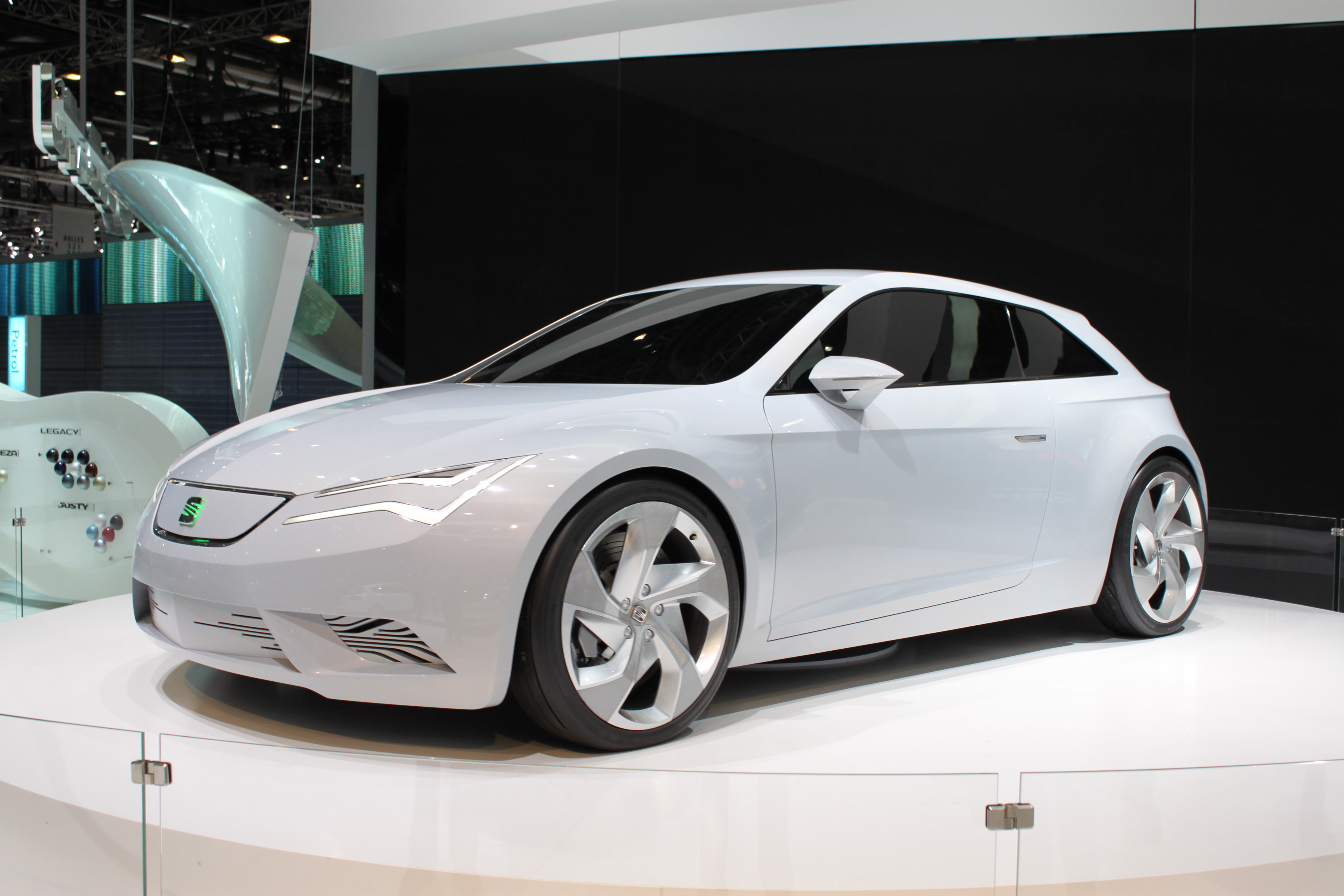
セアト・IBEコンセプト
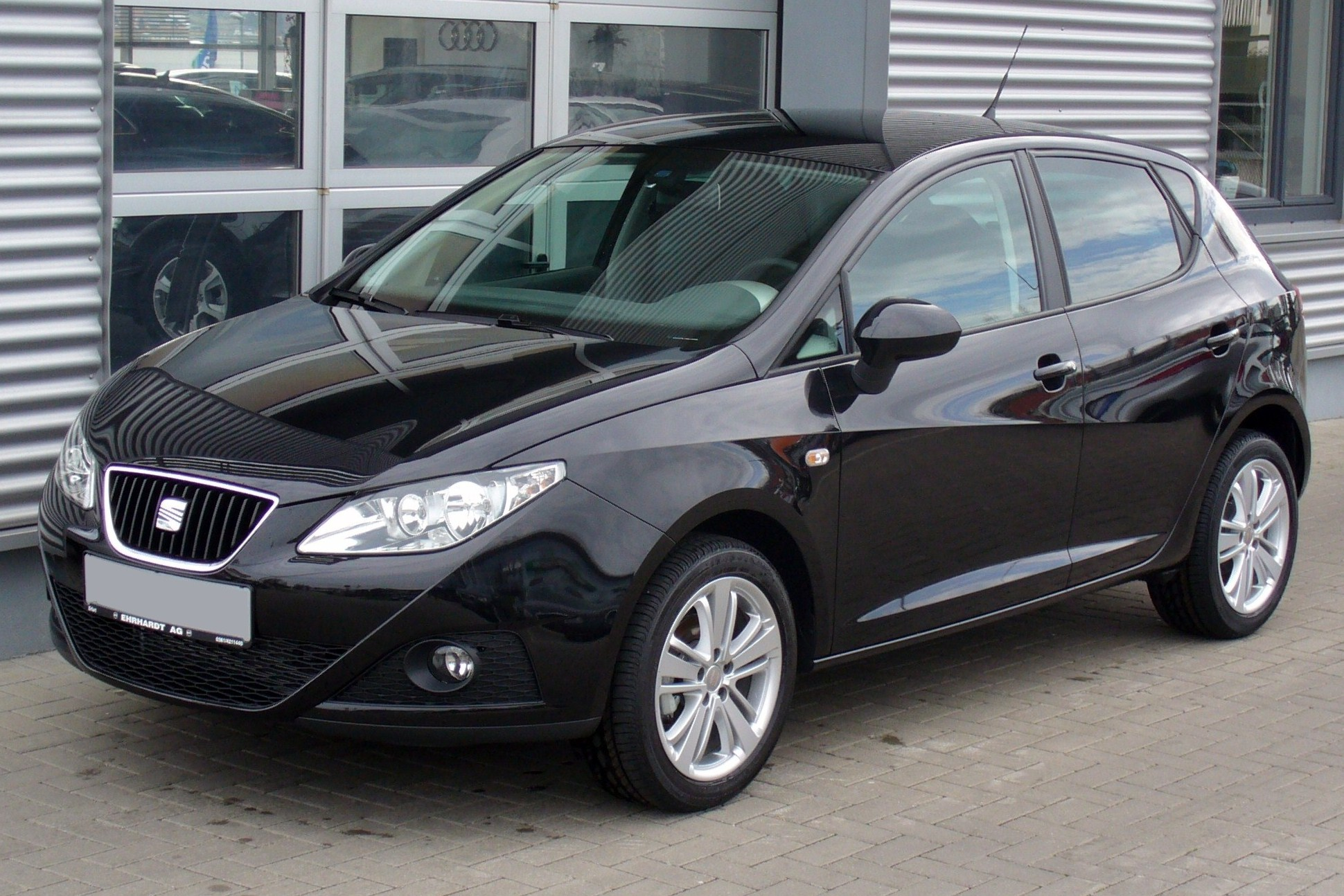
セアト・イビサ
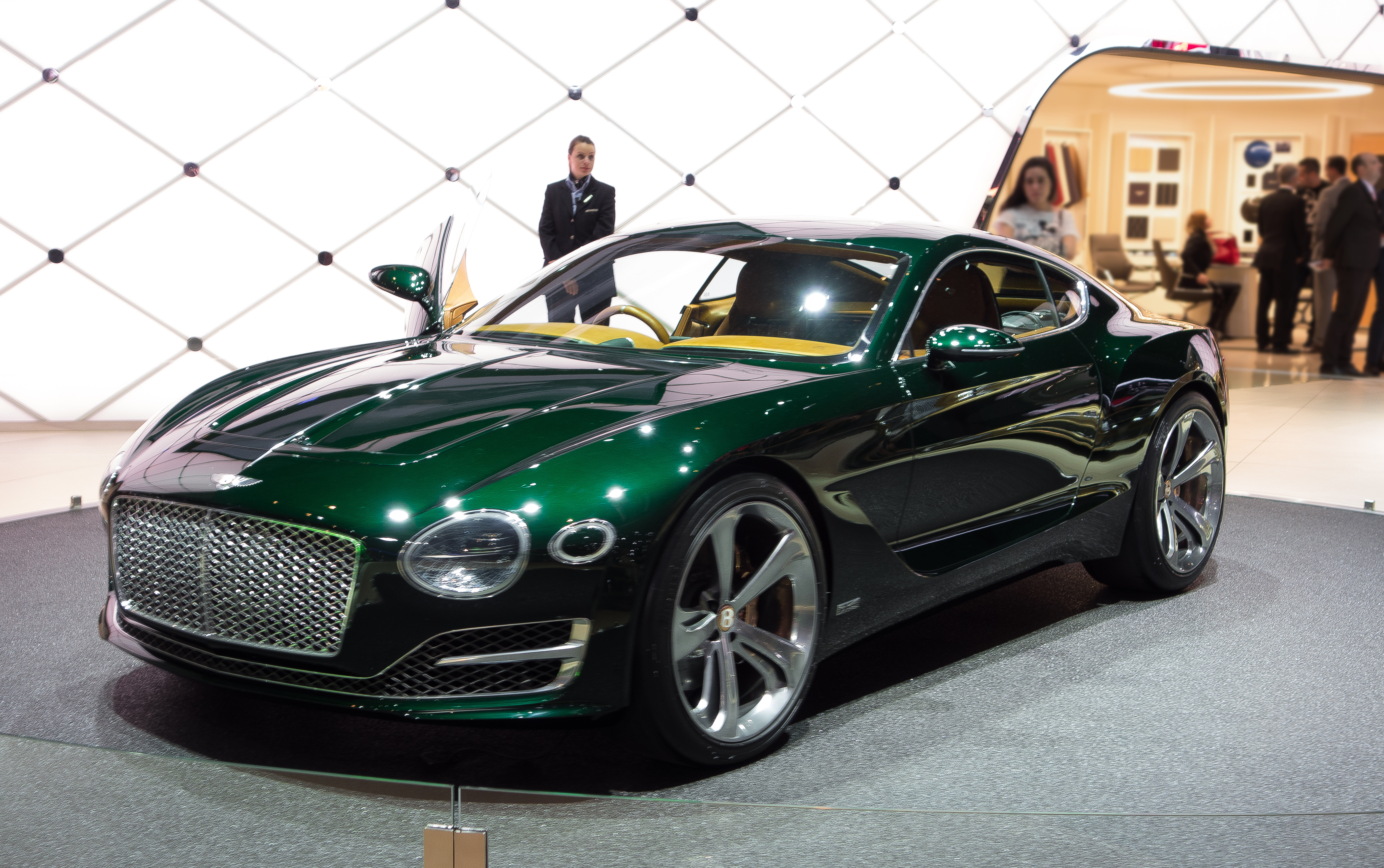
ベントレー・EXP10スピード6
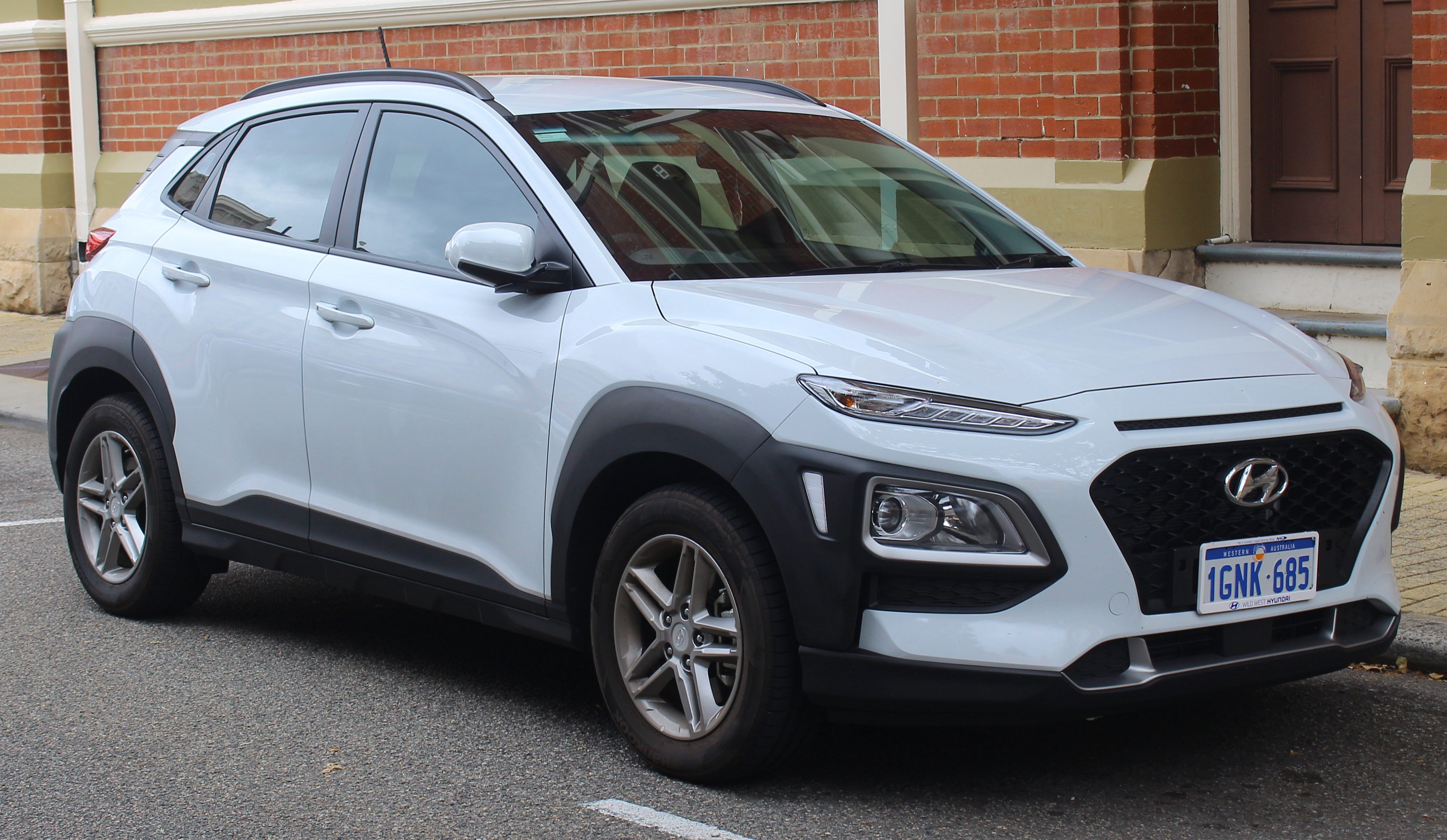
ヒュンダイ・コナ
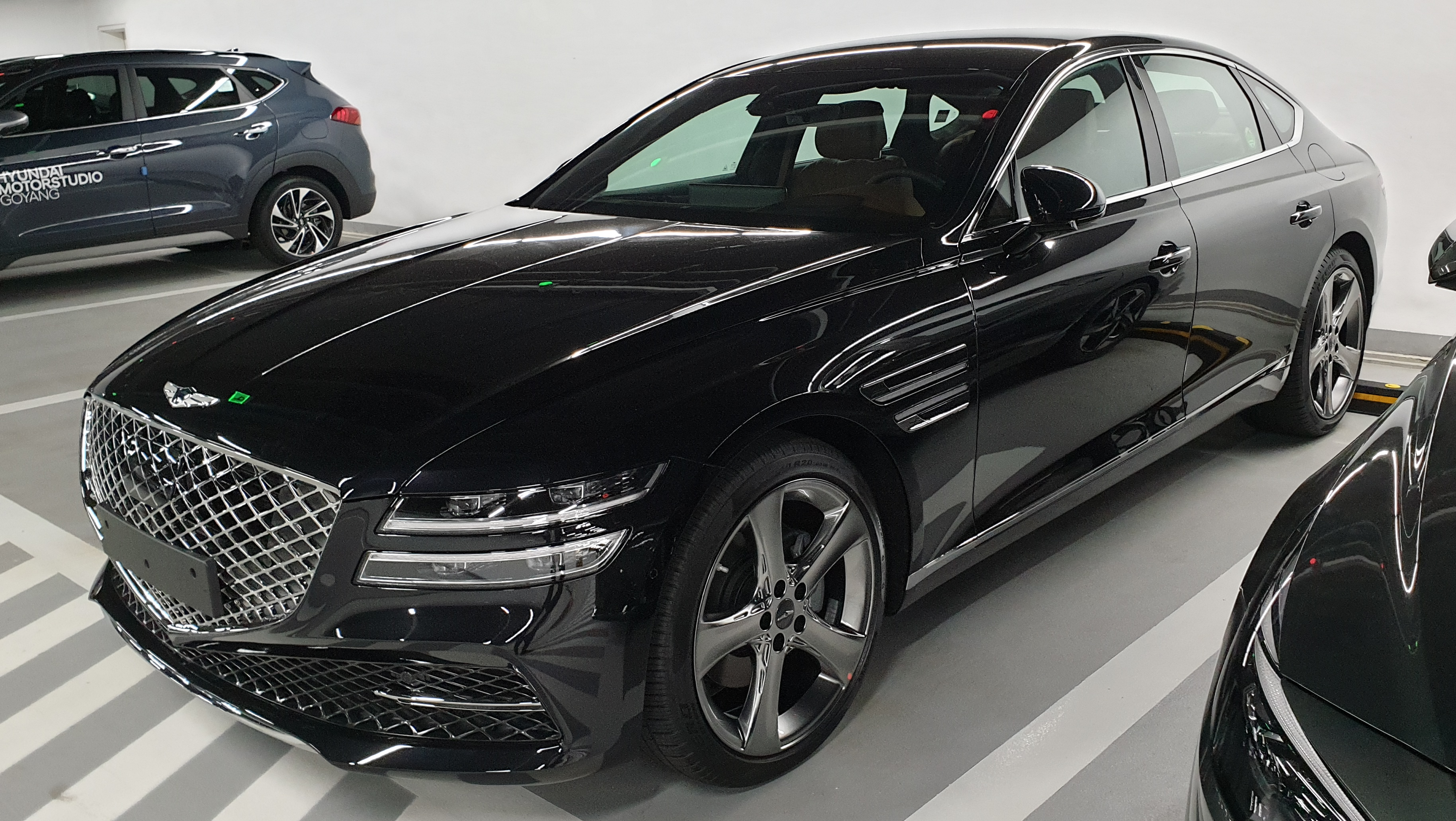
ジェネシス・G80